# Nevermind It's an Interview
"Nevermind Its an Interview" es el único CD de entrevistas de la banda Nirvana lanzado oficialmente. Fue lanzado mundialmente como una promoción para la radio en 1992. Contiene más de una hora de entrevista en audio con grabaciones en vivo y de estudio. Las copias del CD son raras y se han convertido en objetos de coleccionistas.
La entrevista fue hecha por la estación radial WFNX en Boston. Casi todas las versiones de las canciones son parciales (a menos que se note en la lista de abajo). Las versiones en vivo de «Drain You» y «School» fueron lanzadas en algunas versiones del sencillo «Come as You Are».

## Lista de canciones

### Pista 1
1. «Breed»
2. «Stay Away»
3. «School»
4. «Mr. Moustache»
5. «Sifting»
6. «In Bloom»
7. «Spank Thru»
8. «Floyd the Barber»
9. «Scoff»
10. «Love Buzz»
11. «About a Girl» (en vivo, completa)
12. «Dive»
13. «Sliver»
14. «Aneurysm» (en vivo, completa)

### Pista 2
1. «Lithium»
2. «Even in His Youth»
3. «Drain You» (en vivo, completa)
4. «Something in the Way»
5. «Come as You Are»
6. «Polly»
7. «In Bloom»
8. «Smells Like Teen Spirit»
9. «On a Plain» (en vivo, completa)
10. «Stay Away»
11. «Endless, Nameless»

### Pista 3
1. «Molly's Lips» (en vivo)
2. «Stain»
3. «School» (en vivo, completa)
4. «Big Cheese»
5. «Been a Son»
6. «Territorial Pissings» (completa)
7. «Smells Like Teen Spirit» (completa)